# Albert Grossman
Albert Bernard Grossman (Chicago, 21 maggio 1926 – Londra, 25 gennaio 1986) è stato un imprenditore e manager statunitense, attivo negli anni sessanta particolarmente sulla scena della musica folk.
È ricordato soprattutto per essere stato, dal 1962 al 1970, il manager del cantautore Bob Dylan e al suo nome sono legate anche alcune produzioni cinematografiche riguardanti Dylan, ovvero i film documentario Dont Look Back e Eat the Document.

## Biografia
Figlio di una famiglia ebraica di sarti immigrati dalla Russia, studiò alla Lane Technical High School diplomandosi poi in scienze economiche alla Roosevelt University. Completati gli studi universitari andò a lavorare per la Chicago Housing Authority, lasciando però l'impiego nei tardi anni cinquanta per entrare nel giro dei club musicali.
Nel 1956, ascoltando il musicista folk Bob Gibson alla Off Beat Room, gli venne in mente di istituire delle sale di ascolto (listening room), ovvero delle club house in cui Gibson ed altri talenti nascenti avrebbero potuto farsi conoscere contribuendo alla crescita dell'intero movimento folk. Il risultato fu il Gate of Horn con base al Rice Hotel, il medesimo in cui Jim McGuinn (successivamente Roger McGuinn) iniziò la sua carriera come chitarrista alla dodici corde.

### Il trio Peter, Paul & Mary
Grossman iniziò la professione di manager vero e proprio di alcuni degli artisti che si esibivano nel suo locale nel 1959, quando entrò in affari con George Wein, fondatore del Newport Jazz Festival e con cui fondò il Newport Folk Festival. Alla prima edizione del Festival Grossman dichiarò al biografo di Dylan e critico del New York Times Robert Shelton:
La carriera di Grossman, specialmente all'inizio, ormai basata sulla scena musicale del Greenwich Village di New York fu ostacolata dalla frequentazione degli ambienti socialisti interessati ad un revival della musica folk. La sua aria di manager raffinato con tavolo fisso al Gerde's Folk City (da cui poteva sorvegliare se non controllare la scena musicale del Village) contrastava con le sue frequentazioni, lasciando interdetti molti esponenti dello show-biz. L'ostilità nei suoi confronti di cui patì è stata descritta dal biografo di Dylan e critico Michael Gray
Nel 1961, Grossman creò il trio Peter, Paul and Mary, composto dalla cantante Mary Travers e dai cantanti e chitarristi "Noel" Paul Stookey e Peter Yarrow. Il successo del trio fu garantito fin dal primo album discografico pubblicato che portava il nome del gruppo: Peter, Paul and Mary e che entrò nelle classifiche di Billboard (Top Ten 1962).
La lista degli artisti gestiti da Grossman andava intanto aumentando, fino a comprendere nomi destinati a divenire noti sulla scena folk: Odetta, appunto il trio Peter, Paul and Mary, John Lee Hooker, Ian and Sylvia, Phil Ochs (allora all'inizio di carriera), il cantautore canadese Gordon Lightfoot, Richie Havens, Todd Rundgren, The Band (originariamente: The Hawks), Electric Flag, fino a Janis Joplin.

### Il contratto con Bob Dylan
Il 20 agosto 1962 Bob Dylan firmò il contratto che fece di Grossman il suo manager. L'impresario ospitò il cantante nella sua abitazione di Woodstock, un luogo in cui Dylan cercava casa. La copertina dell'album Bringing It All Back Home ha una fotografia scattata nella casa di Grossman a Woodstock: vi è raffigurata una donna in abito rosso che altri non era che la moglie di Grossman, Sally, già amica di Sara Dylan.
Nella sua autobiografia Chronicles - Volume 1, Dylan descrive il suo primo incontro con Grossman al Gaslight cafe, una club house del Village:

### La "Bearsville Records"
Quando nel 1967 Grossman mise sotto contratto Janis Joplin e i suoi quattro compagni della band che l'accompagnava (la Big Brother and the Holding Company), egli disse loro che non avrebbe tollerato alcun uso di sostanze stupefacenti e tutti e cinque i musicisti accondiscesero alla richiesta. Nella primavera del 1969, quando scoprì che Joplin faceva comunque uso di droghe, egli non volle avere un confronto aperto con lei ma stipulò una polizza assicurativa che lo garantisse per un importo di centomila dollari nel caso in cui la cantante fosse morta a causa di un incidente.
Nel 1969 Grossman fondò vicino a Woodstock gli Bearsville Recording Studio e, l'anno seguente, la Bearsville Records. Quando nell'agosto 1969 Bob Dylan stava per fare la sua rentrée dopo l'incidente motociclistico, con la partecipazione al festival musicale dell'isola di Wight, il critico e futuro biografo di Dylan Michael Gray chiese a Grossman se fossero vere le voci che volevano i Beatles desiderosi di esibirsi sul palco con Dylan. Grossman rispose, a voce bassa, che sicuramente ai Beatles sarebbe piaciuto trovarsi sul palco assieme a Bob Dylan, almeno quanto a lui sarebbe piaciuto volare sulla luna.
Il contratto fra Dylan e Grossman fu sciolto nel luglio del 1970.

### La morte di Janis Joplin
Il 4 ottobre dello stesso anno, l'ultima cliente di valore di Grossman, Janis Joplin, morì improvvisamente a causa di una overdose di eroina. Grossman non volle commentare la sua morte né con giornalisti né con colleghi del mondo della musica, lasciando che a rispondere alle numerose telefonate che giungevano nel suo studio fosse la segretaria Myra Friedman
Secondo il biografo di Joplin Ellis Edward Amburn, cosa provò esattamente Grossman per la perdita della sua cliente più importante non è dato sapere. Quel che si sa è che al 1974 i soli suoi clienti furono i componenti di The Band. Fu peraltro impegnato a lungo riguardo all'eredità di Joplin. E l'assicurazione che aveva stipulato a questo proposito fu al centro di un controverso procedimento penale in sede civile documentato dal New York Post. In sostanza, la società assicuratrice sostenne la tesi secondo cui la morte di Joplin era dovuta non ad accidentale overdose ma a suicidio. Grossman testimoniò di essere all'oscuro dell'assunzione di droga da parte di Joplin e che egli aveva stipulato il contratto assicurativo pensando prevalentemente alla possibilità di una morte in un disastro aereo. Grossman vinse la causa e gli fu riconosciuta la somma di centomila dollari
Durante quello stesso anno Grossman collaborò con Howard Alk (con cui aveva già lavorato per Dont Look Back) alla realizzazione del film documentario Janis, girato in bianco e nero, in cui si ascolta la cantante dirsi soddisfatta dell'attività manageriale condotta da Grossman nei suoi confronti
Albert Grossman è morto per un attacco di cuore mentre si trovava in volo su un Concorde diretto a Londra il 25 gennaio 1986: doveva firmare un contratto con un cantante britannico di cui non si è mai saputo il nome. È sepolto nelle vicinanze del suo Bearsville Theater vicino Woodstock, New York. La sua attività artistica e manageriale è portata avanti dal suo cugino in seconda Louis L. Gregory che detiene i contratti di molti artisti in voga quali the Fat Boys, JJ Fad, Eric B. and Rakim.

### Stile manageriale e riflessi nel cinema
Come impresario Grossman ha avuto una reputazione di manager dalle caratteristiche particolarmente aggressive sia nei metodi di acquisizione dei clienti sia nell'implementazione del loro successo. Questa aggressività si fondava essenzialmente sulla sua consapevolezza di talent scout capace di esprimere un giudizio estetico su un artista musicale.. Grossman caricava ai suoi clienti una commissione del 25 per cento (dove gli standard industriali erano el 15%). La sua teoria era che, ogni qualvolta un artista si rapportava a lui, la sua popolarità cresceva del dieci per cento. Nelle sue negoziazioni usava come arma privilegiata il silenzio.
Nel documentario che illustra la tournée di Bob Dylan nel Regno Unito nel 1965 - Dont Look Back (sic) - si nota Grossman proteggere costantemente il suo pupillo, talvolta anche in maniera piuttosto rude rispetto a coloro che potrebbero nuocergli. In una memorabile sequenza è alle prese con il collega impresario musicale Tito Burns per ottenere un favorevole compenso per l'apparizione di Dylan alla BBC.
Il regista di Dont Look Back, D. A. Pennebaker, a proposito delle tattiche manageriali di Grossman, ha detto di ritenere che egli fu una delle poche persone in grado di valutare fin dall'inizio il valore di Dylan e di averlo saputo incrementare senza alcun equivoco o compromesso. C'è un interessante commento di Dylan su Grossman contenuto nel film di Martin Scorsese No Direction Homeː Bob Dylan, che riferisce del manager una sorta di Colonnello Tom Parker, il manager di Elvis Presley.
Nel film biopic del 2007 Io non sono qui, Albert Grossman è rappresentato dal personaggio di finzione Norman, interpretato da Mark Camacho. Nel film Norman recita molte battute che furono di Grossman in Dont Look Back. La sua figura è stata anche descritta brevemente nel film, sempre del 2007, Factory Girl, sulla vita della modella Edie Sedgwick (Bob Dylan è evocato sia pure non direttamente da Hayden Christensen nelle vesti di Billy Quinn).